# Кашевко Матвій
д-р Кашевко Матвій (16.08.1838, Уторопи — ?) — український правник, громадський діяч. 

## Службова кар'єра
До 1866 р. студіював право, далі був слухачем при крайовому суді у Львові, з 1868 р. працював радником повітового суду в Кутах, з 1877 р. — в Косівському повітовому суді, з 1879 — повітовим суддею в Залізцях, з 14 липня 1887 — крайовий суддя окружного суду в Бережанах). У 1906 р. вийшов на пенсію.

## Політична кар'єра
Посол Райхсрату Австро-Угорщини у 1871—1873 роках (від громад Заліщики, Товсте, Борщів, Мельниця, Чортків, Язловець, Буданів, Копичинці, Гусятин). Вважав себе українцем, проте поступово дистанціювався від українських політиків, співпрацював з «Польським колом».
Посол Галицького сойму:
- III каденції 1870—1876 (від IV курії округу Косів — Кути, входив до складу «Руського клубу»[3])
- V каденції 1883—1889 (від IV курії округу Залізці — Зборів, входив до складу «Руського клубу»[4])
- VI каденції 1889—1892 (від IV курії округу Перемишляни, входив до складу «Руського клубу»[5]).